# Arthur Kelsey
Arthur George Kelsey (21 tháng 4 năm 1871 - 1955) là một cầu thủ bóng đá người Anh thi đấu ở Football League cho West Bromwich Albion